# Dom Pedro (Maranhão)
Dom Pedro é um município brasileiro do estado do Maranhão. Sua população no Censo de 2022 era de 23.053 habitantes.
O município é sede da Região de Planejamento do Flores.

## História
Até o ano de 1915, a região que hoje constitui o município de Dom Pedro era uma área isolada e pouco povoada, coberta por extensa vegetação nativa. Originalmente conhecida como Mata de Nascimento, denominação fazia referência à natureza do local, marcado por densas florestas.
O processo de ocupação e desbravamento da região teve início com a chegada do pioneiro Manoel Bernadino de Oliveira, natural do estado do Ceará. Manoel liderou a vinda de novas pessoas ao local, tornando-se uma figura central no povoamento da área.
Em 1928, a Senhora Guilhermina Chaves Bier, conhecida como Dona Bier, foi a primeira professora da localidade, seguida da professora Virginía Lêda. Com o desenvolvimento do ensino fundaram a 1ª escola, a Escola Municipal Governador Eugênio Barros.[carece de fontes?]
Passou o povoado à categoria de vila em 1931, sob a denominação de Vila Pedro II, nome que mudaria em 1943 para Dom Pedro, uma vez que já existia uma cidade de mesma denominação no Piauí.
Em 1950, ainda antes da emancipação formal, Lídio Brito foi nomeado como prefeito interino do então distrito em processo de emancipação. Sua gestão antecedeu a instalação oficial do município e foi responsável por organizar as primeiras estruturas administrativas locais.[carece de fontes?]
O município de Dom Pedro foi oficialmente criado pela Lei Estadual nº 815, de 9 de dezembro de 1952, desmembrando-se do território de Codó. Sua instalação ocorreu em 1º de janeiro de 1953, data em que passou a funcionar como unidade administrativa autônoma.

## Geografia
A área do município de Dom Pedro é de 358,493 quilômetros quadrados, o que o coloca na posição 191 dentre as 217 cidades do Maranhão.
| Área da unidade territorial [2024] | 358,493 km²                                              |
| Hierarquia urbana [2018]           | Centro de Zona A                                         |
| Região de Influência [2018]        | Arranjo Populacional de Teresina/PI - Capital Regional A |
| Região intermediária [2024]        | Presidente Dutra                                         |
| Região imediata [2024]             | Presidente Dutra                                         |
| Mesorregião [2022]                 | Centro Maranhense                                        |
| Microrregião [2022]                | Presidente Dutra                                         |

Fonte: IBGE
| Bioma predominante [2024]             | Cerrado     |
| Área urbanizada [2019]                | 6,07 km²    |
| Esgotamento sanitário adequado [2010] | 17,4 %      |
| Arborização de vias públicas [2010]   | 76,5 %      |
| Urbanização de vias públicas [2010]   | 2,2 %       |
| População exposta ao risco [2010]     | 380 pessoas |

Fonte: IBGE
Economia
Em 2021, o PIB per capita do município de Dom Pedro era de R$ 11.224,99. Comparando-se com outros municípios do estado do Maranhão, ficava na posição 61 de 217.
| PIB per capita [2021]                                                                           | 11.224,99 R$     |
| Índice de Desenvolvimento Humano Municipal (IDHM) [2010]                                        | 0,622            |
| Total de receitas brutas realizadas [2023]                                                      | 80.271.085,56 R$ |
| Transferências correntes (Percentual em relação às receitas correntes brutas realizadas) [2023] | 92,91 %          |
| Total de despesas brutas empenhadas [2023]                                                      | 77.551.379,88 R$ |

Fonte: IBGE
| Salário médio mensal dos trabalhadores formais [2022]                                             | 1,6 salários mínimos |
| Pessoal ocupado [2022]                                                                            | 2.828 pessoas        |
| População ocupada [2022]                                                                          | 12,27 %              |
| Percentual da população com rendimento nominal mensal per capita de até 1/2 salário mínimo [2010] | 47,9 %               |

Fonte: IBGE
Educação
Em 2010, a taxa de escolarização de 6 a 14 anos de idade do município de Dom Pedro era de 96,5%. Comparando-se com outros municípios do estado do Maranhão, ficava na posição 124 de 217.
| Taxa de escolarização de 6 a 14 anos de idade [2010]             | 96,5 %           |
| IDEB – Anos iniciais do ensino fundamental (Rede pública) [2023] | 5,7              |
| IDEB – Anos finais do ensino fundamental (Rede pública) [2023]   | 4,9              |
| Matrículas no ensino fundamental [2023]                          | 3.410 matrículas |
| Matrículas no ensino médio [2023]                                | 1.011 matrículas |
| Docentes no ensino fundamental [2023]                            | 253 docentes     |
| Docentes no ensino médio [2023]                                  | 61 docentes      |
| Número de estabelecimentos de ensino fundamental [2023]          | 33 escolas       |
| Número de estabelecimentos de ensino médio [2023]                | 4 escolas        |

Fonte: IBGE

## Política

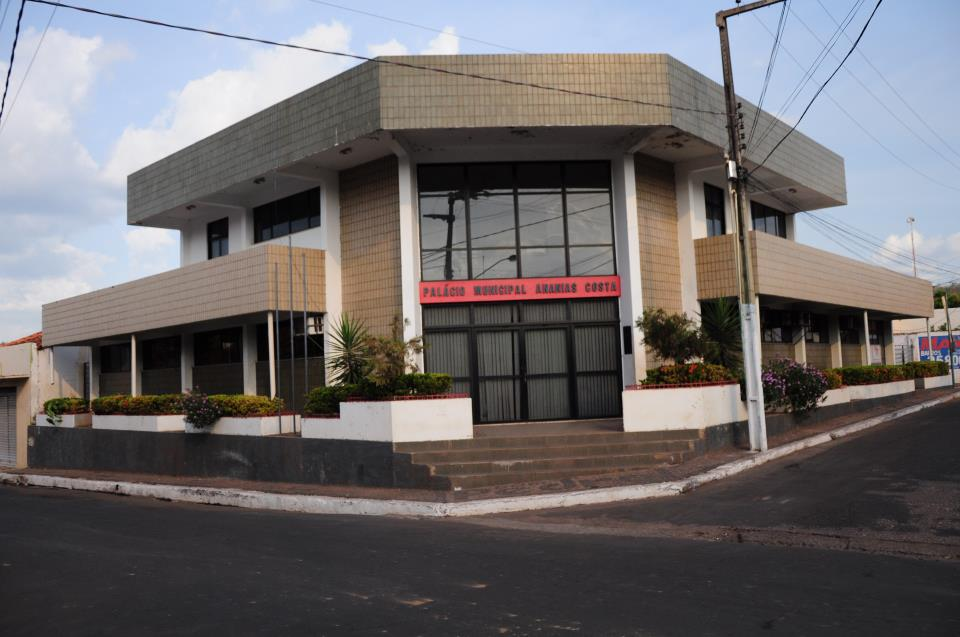
Prédio da Prefeitura Municipal.

O primeiro prefeito eleito na cidade foi Ananias de Morais Costa, que administrou a cidade de 1953 à 1956.

### Operação Imperador
Em março de 2015, a Polícia Civil do Maranhão prendeu a ex-prefeita, Maria Arlene Barros Costa, por suspeitas de desvios de recursos públicos. Segundo a polícia, mais de 5 milhões de reais foram desviados da prefeitura entre 2009 e 2012, quando Maria Arlene era prefeita.
Além da ex-prefeita, foram presos dois de seus filho Eduardo Costa e Alfredo Falcão Costa Júnior. A ex-prefeita e Eduardo foram liberados seis dias após a prisão. Alfredo Costa permaneceu preso por ter sido encontrado em sua residência um veículo roubado.
A operação foi desdobramento da investigação do assassinato de Décio Sá em 2012 e que resultou na descoberta de um esquema de agiotagem praticado em mais de 40 prefeituras do Maranhão, liderado por José de Alencar Miranda Carvalho e seu filho, Gláucio Alencar Pontes Carvalho.

### Administração
- Prefeito: Ailton Mota dos Santos (Galego Mota) (Solidariedade)
- Vice-prefeito: Lucyan Dias Rezende (PP)
- Presidente da Câmara: Rosângela Nogueira Silva (PR)

## Galeria

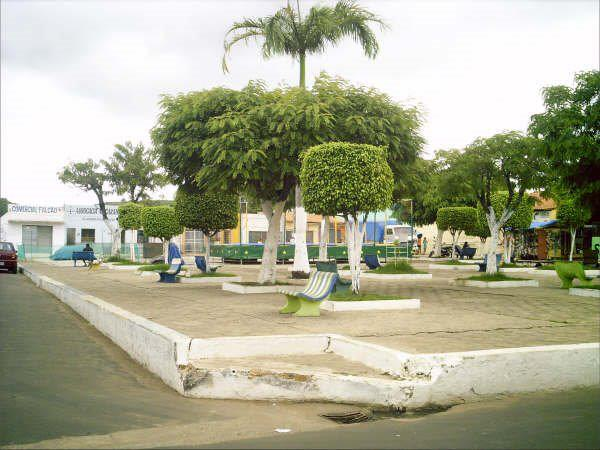
Praça Texeira de Freitas